# Talud-tablero

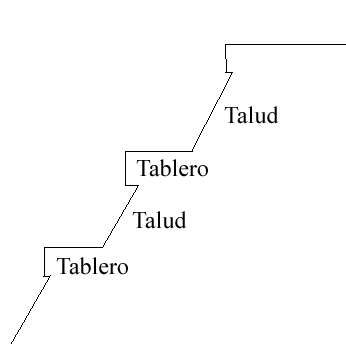
Talud-tablero

Le talud-tablero est un élément architectural typique de la métropole mésoaméricaine de Teotihuacan. Il se compose, de profil, d'un mur oblique, le « talud » (« talus », en espagnol), surmonté d'un panneau vertical encadré d'une corniche en saillie, le « tablero ».
Le talud-tablero est un des marqueurs de l'influence de Teotihuacan dans des régions lointaines, comme Kaminaljuyú ou Tikal en territoire maya. Au XVIe siècle, les Aztèques, pour qui les ruines de Teotihuacan, vieilles alors de plusieurs siècles, étaient un sujet d'admiration, ont construit des bâtiments dans le style de Teotihuacan, notamment le temple C et le « Temple rouge », qui faisaient partie du complexe du Templo Mayor à Tenochtitlan. Contrairement à Teotihuacan, le tablero ne repose pas directement sur le talud, mais sur un mur porteur à l'intérieur de la maconnerie.

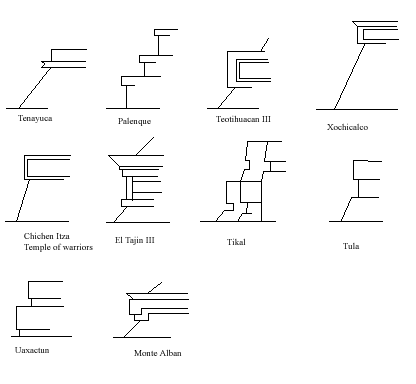
Différents styles de talud-tablero utilisés en Mésoamérique[2].
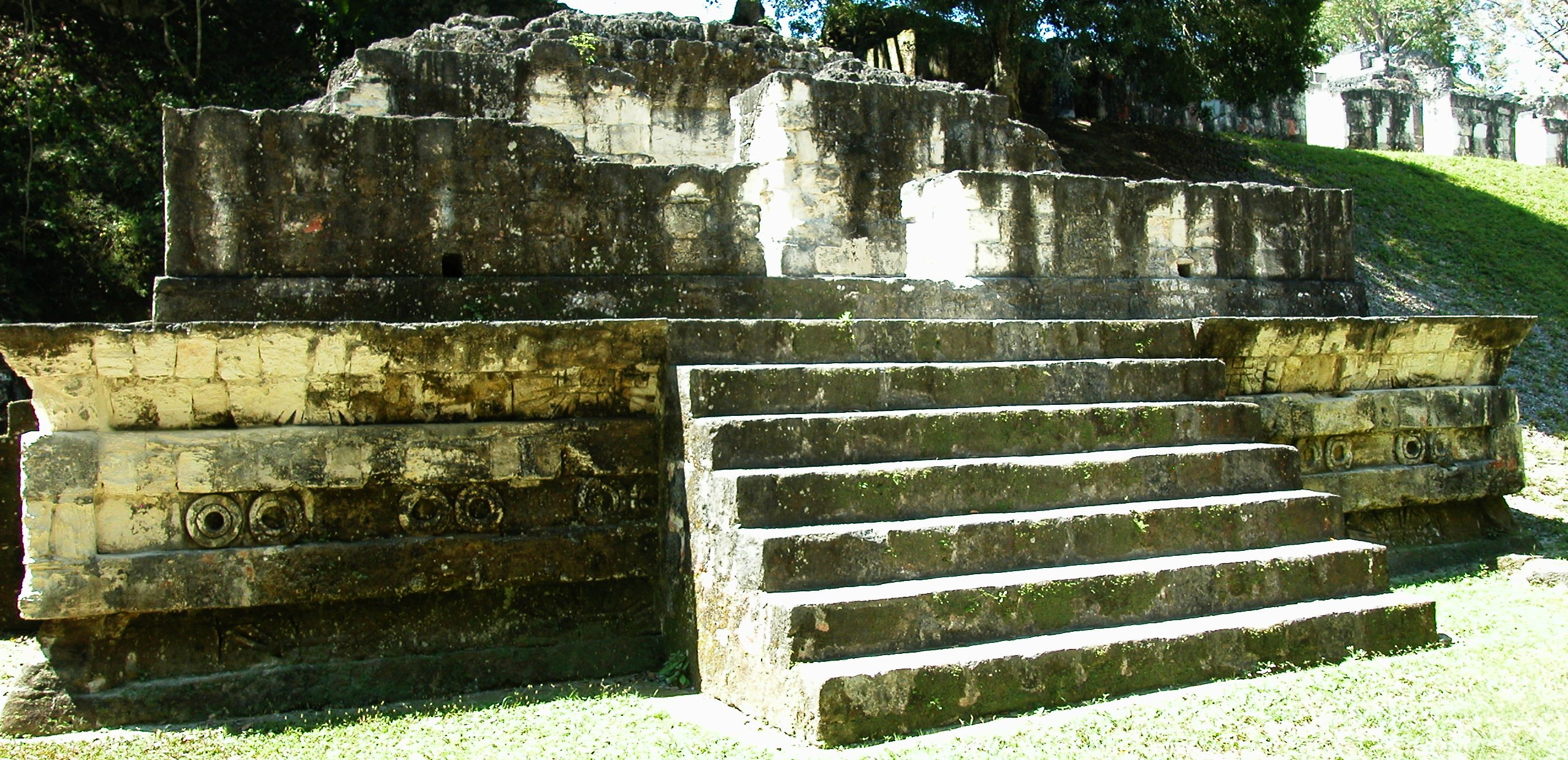
Exemple d'architecture talud-tablero (site archéologique maya de Tikal).